# اتیل متان‌سولفونات
اتیل متان‌سولفونات (به انگلیسی: Ethyl methanesulfonate) با فرمول شیمیایی CH۳SO۳C۲H۵ یک ترکیب شیمیایی با شناسه پاب‌کم ۶۱۱۳ است. که جرم مولی آن 124.16 g/mol می‌باشد. شکل ظاهری این ترکیب، مایع بی‌رنگ شفاف است.